# Downs, Kansas
Downs är en ort i Osborne County i Kansas. Vid 2010 års folkräkning hade Downs 900 invånare.